# Лятото на шампиона
„Лятото на шампиона“ е български детски телевизионен филм от 1992 година на режисьора Огнян Купенов. Сценарист е Божидар Томов, а оператор – Димитър Митов.

## Актьорски състав
| Роля        | Изпълнител              |
| ----------- | ----------------------- |
| бабата      | Станка Калчева          |
| бащата      | Тодор Мадолев           |
| майката     | Олга Попова             |
| „Мърляча“   | Иван Граматиков         |
|             | Михаил Михайлов         |
|             | Антония Драгова         |
|             | Розен Димитров          |
| Румен, дете | Димитър Мадолев (Джони) |
| дете        | Николай Колев           |
| дете        | Ангел Христов           |
| дете        | Евгени Попов            |
| дете        | Съби Тинтеров           |
| дете        | Александър Начев        |
| дете        | Мартин Иванов           |
| дете        | Александър Дечев        |
| дете        | Лазар Бойков            |
| дете        | Стефан Чорбанов         |
| дете        | Кирил Цонев             |
| дете        | Светлин Георгиев        |